# Bentiaba
Bentiaba är ett vattendrag i Angola. Det ligger i den västra delen av landet, 600 kilometer söder om huvudstaden Luanda.
Omgivningarna runt Bentiaba är i huvudsak ett öppet busklandskap. Runt Bentiaba är det mycket glesbefolkat, med 2 invånare per kvadratkilometer.